# Umělý penis

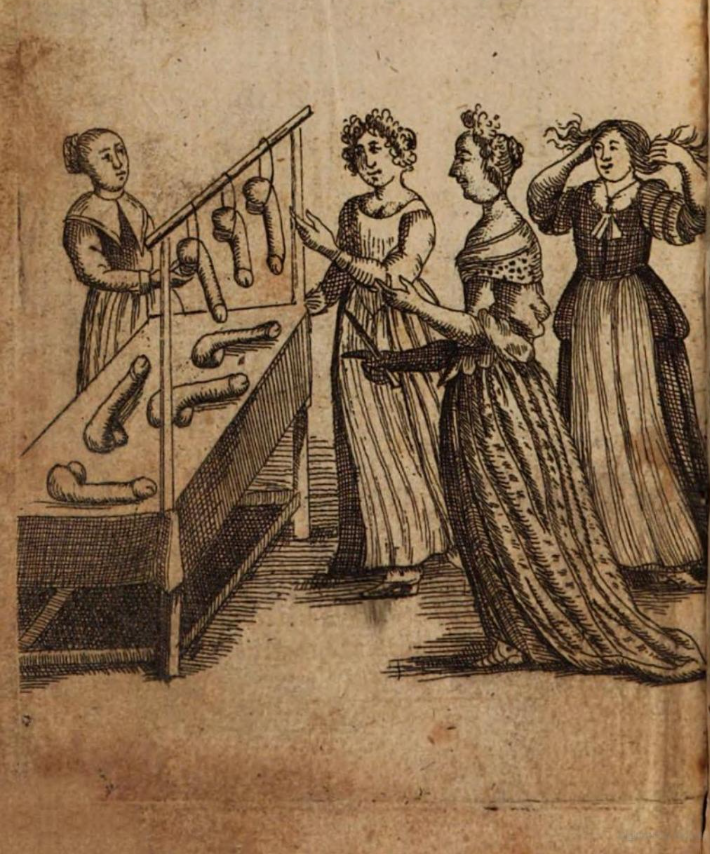
Ilustrace z erotické knihy L'Escole des Filles (Dívčí škola), 1680

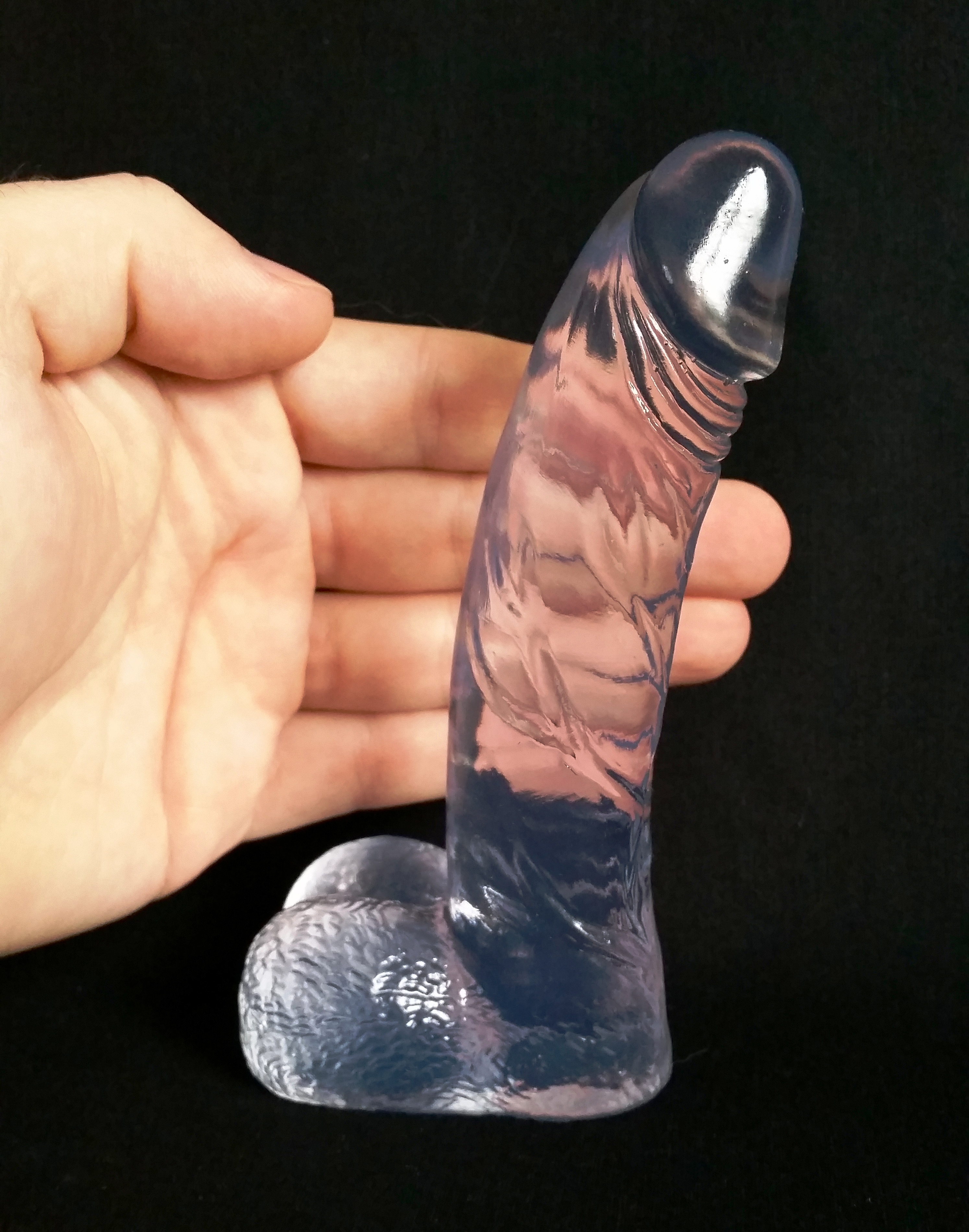
Čtrnácticentimetrová gelová varianta z termoplastického elastomeru

Umělý penis (anglicky dildo) je imitace penisu, používaná především pro masturbaci. Jeho první nálezy z leštěného kamene jsou odhadovány na 2 500 let př. n. l. V dobách starověkého Říma se objevují ze slonoviny a vzácných dřevin. Vznik plastických hmot přinesl první plastové penisy a v sedmdesátých letech začíná obrovský rozmach erotických pomůcek z latexu. Po něm se objevil silikon, gel, a nakonec sloučeniny silikonu jako např. „Love Clon“ – velmi napodobující lidskou pokožku. Značně oblíbené jsou i penisy z akrylátu a krystalického skla. Zvláštním případem umělého penisu je tzv. vibrátor, který přidává vibrace a zlepšuje tak stimulaci.
Také se vyrábí tzv. dvojité dildo, sloužící především pro uspokojení lesbického páru, či k propojení análních otvorů dvou osob, které jsou k sobě otočeny zády a na čtyřech. Dvojitá dilda patřičných rozměrů a s důrazem na jejich ohebnost pak lze využít i k uspokojení sebe sama oběma konci zároveň. Některá dilda disponují navíc přísavkou, díky které je lze upevnit na hladký povrch – například na kachličky, kuchyňskou linku či na podlahu.